# Kyalami (tor wyścigowy)

Kształt toru z lat 1968–1985

Kyalami – tor wyścigowy w Południowej Afryce nieopodal Johannesburga. Był używany wiele razy na potrzeby wyścigów Formuły 1.
Oryginalny tor (w użyciu przed nałożeniem sankcji politycznych w 1986) był majestatyczny. Rozegrano na nim wiele pamiętnych wyścigów. Tor został przebudowany we wczesnych latach 1990. Formuła 1 opuściła przebudowany tor po 1993.
Grand Prix RPA rozgrywane było też na torze w East London.
Na owym torze w 1977 roku miał miejsce wypadek z udziałem Toma Pryce'a. W czasie wyścigu kierowca Renzo Zorzi wycofał się z powodu wycieku paliwa z bolidu, co spowodowało mały, ale szkodliwy pożar. Bolid Zorziego zatrzymał się tuż za niewidocznym grzbietem wzgórza, ale dwóch porządkowych bez zgody władz zdecydowało się przejść na drugą stronę, aby ugasić ogień. W tym momencie pojawiły się pojazdy Pryce'a i Hansa-Joachima Stucka jadąc jeden obok drugiego. Bolid Stuck'a ominął obu porządkowych, jednakże Pryce nie mógł ominąć 19-letniego Jansena Van Vuurena. Wjechał w niego z pełną prędkością i rozerwał młodego porządkowego, zabijając go na miejscu. Zderzenie miało minimalny wpływ na pojazd Pryce'a – tylko lekkie uszkodzenie przedniego skrzydła. Nieszczęśliwie, gaśnica trzymana przez Van Vuurena uderzyła Pryce'a w głowę zabijając go na miejscu. Pojazd Pryce'a wyeliminował też z wyścigu Jacques’a Laffite.

## ZwycięzcyGrand Prix RPAna torze Kyalami
| Sezon | Kierowca                                 | Zespół                          |        |
| ----- | ---------------------------------------- | ------------------------------- | ------ |
| 1993  | Alain Prost                              | Williams-Renault                | Wyniki |
| 1992  | Nigel Mansell                            | Williams-Renault                | Wyniki |
| 1985  | Nigel Mansell                            | Williams-Honda                  | Wyniki |
| 1984  | Niki Lauda                               | McLaren-TAG                     | Wyniki |
| 1983  | Riccardo Patrese                         | Brabham-BMW                     | Wyniki |
| 1982  | Alain Prost                              | Renault                         | Wyniki |
| 1980  | René Arnoux                              | Renault                         | Wyniki |
| 1979  | Gilles Villeneuve                        | Ferrari                         | Wyniki |
| 1978  | Ronnie Peterson                          | Lotus-Ford                      | Wyniki |
| 1977  | Niki Lauda                               | Ferrari                         | Wyniki |
| 1976  | Niki Lauda                               | Ferrari                         | Wyniki |
| 1975  | Jody Scheckter                           | Tyrrell-Ford                    | Wyniki |
| 1974  | Carlos Reutemann                         | Brabham-Ford                    | Wyniki |
| 1973  | Jackie Stewart                           | Tyrrell-Ford                    | Wyniki |
| 1972  | Denny Hulme                              | McLaren-Ford                    | Wyniki |
| 1971  | Mario Andretti                           | Ferrari                         | Wyniki |
| 1970  | Jack Brabham                             | Brabham-Ford                    | Wyniki |
| 1969  | Jackie Stewart                           | Matra-Ford                      | Wyniki |
| 1968  | Jim Clark                                | Lotus-Ford                      | Wyniki |
| 1967  | Pedro Rodríguez                          | Cooper-Maserati                 | Wyniki |
|       | 3x Niki Lauda 2x Stewart, Prost, Mansell | 4x Ferrari 3x Brabham, Williams |        |